# Dingwall
Dingwall (en gaèlic escocès: Inbhir Pheofharain) és un poble i un burg real situat al consell unitari de Highland a Escòcia, Regne Unit. Al cens del 2011 tenia 5491 habitants. El castell de Dingwall havia estat el més gran al nord de Stirling. A més, als afores de l'actual Dingwall es troba el castell Tulloch.
L'estació de Dingwall presta serveis a la línia Far North Line des de voltants del 1865. També serveix a la Kyle of Lochalsh Line, amb la unió de les dues línies que es troben dins de Dingwall. Per l'estació hi passen uns 26 trens diaris, dels quals 14 van a Inverness.
Dingwall és la pàtria de Colin Calder, fundador i primer president del Central Argentine Railway Athletic Club, actualment Club Atletico Rosario Central de l'Argentina. El club és un històric participant del futbol argentí i té el seu origen l'any 1889 en els tallers del ferrocarril argentí.